# Hjalmar Dahl (författare)
Hjalmar Dahl, född 15 maj 1891 i Parikkala, död 19 oktober 1960 i Borgå, var en finlandssvensk tidningsman, författare och översättare. Han översatte från ryska och finska, samt i mindre utsträckning från franska och engelska. Bland författare han översatt märks ryska klassiker som Turgenjev, Tolstoj, Tjechov och Gogol. Från 1955 innehade Dahl finländsk statspension.

## Biografi
Hjalmar Dahl föddes i Parikkala av apotekaren Johan Dahl (1861–1908) och Betty Kiljander (1865–1927). Efter examen i Helsingfors 1910 flyttade han till Lausannes universitet, där han tog examen 1913. Efter återkomsten till Finland började han sin nästan 30-åriga karriär som journalist på den ryskspråkiga avdelningen av Hufvudstadsbladet, och var dessutom chefredaktör för Nya Tidningen 1922–1925. Han var också chefredaktör för Helsingfors-Journalen 1929-1944, redaktör för Månads-Revyn 1940-1944 och chefredaktör för Aftonposten 1944-1945.
Dahl var verkställande direktör för Finlands Konstnärsförbund från 1923 till 1926, och från 1945 var Dahl frilansande författare. Som författare översatte Dahl mångaryska litterära klassiker samt verk av Frans Eemil Sillanpää till svenska.
Från 1955 bodde Dahl i Borgå  där han dog den 19 oktober 1960. Han begravdes på Näsebackens kyrkogård.

## Böcker
- Erik Åmarks oro (Schildt, 1931)
- Uppbrott (Schildt, 1932)
- Herrarna till Kaukola (Schildt, 1941)
- Store dvärgen (Schildt, 1946)
- Finlands svenskar: uppslagsverk (Söderström, 1956)

## Översättningar (urval)
- Aleksandr Kuprin: Granatarmbandet (Granatovyj braslet [m.fl.]) (Bonnier, 1919)
- Frans Eemil Sillanpää: Två människobarn (Hiltu ja Ragnar) (Svenska andelsförlaget, 1923)
- Ivan Gontjarov: Oblomov (Oblomov) (Bonnier, 1923)
- Vladimir Nabokov: Camera obscura (Kamera obskura) (Wahlström & Widstrand, 1935)
- Nikolaj Leskov: Prästerskap (Soborjane) (Norstedt, 1949)
- Robert Louis Stevenson: Dr Jekyll och Mr Hyde och andra berättelser (Lindqvist, 1954)
- Aleksandr Pusjkin: Kaptenens dotter (Kapitanskaja dočka) (Forum, 1954)
- Fjodor Dostojevskij: Döda huset (Zapiski iz mertvogo doma) (Sohlman, 1960)

### Webbkällor
- "Hjalmar Dahl, 1891–1960" av Ben Hellman i Svenskt översättarlexikon. Läst 20 maj 2014
- ”Dahl, Hjalmar”. Uppslagsverket Finland. Arkiverad från originalet den 20 maj 2014. https://web.archive.org/web/20140520221357/http://uppslag.kaapeli.fi/bin/view/Uppslagsverket/DahlHjalmar. Läst 20 maj 2014.